# دوري كرة القدم الأوكراني الدرجة الثانية 2010–11
دوري كرة القدم الأوكراني الدرجة الثانية 2010–11 (بالأوكرانية: Чемпіонат України з футболу 2010—2011: друга ліга)‏ هو موسم من دوري كرة القدم الأوكراني الدرجة الثانية ‏. فاز فيه نادي ميكولايف ‏.